# Marie-Christine Cazier
Marie-Christine Cazier, później Balo, obecnie Richet (ur. 23 sierpnia 1963 w Paryżu) – francuska lekkoatletka, sprinterka i płotkarka, medalistka mistrzostw Europy, olimpijka.

## Życiorys
Zdobyła srebrny medal w sztafecie 4 × 100 metrów (która biegła w składzie: Véronique Ponchot, Cazier] Laurence Bily i Marie-France Loval) i zajęła 5. miejsce w biegu na 200 metrów na mistrzostwach Europy juniorów w 1981 w Utrechcie. Zajęła 5. miejsce w finale biegu na 60 metrów i odpadła w półfinale biegu na 200 metrów na halowych mistrzostwach Europy w 1982 w Mediolanie.
Zdobyła brązowy medal w sztafecie 4 × 100 metrów (w składzie: Bily, Cazier, Rose-Aimée Bacoul i Liliane Gaschet) i zajęła 8. miejsce w biegu na 200 metrów na mistrzostwach Europy w 1982 w Atenach. Na halowych mistrzostwach Europy w 1983 w Budapeszcie zajęła 6. miejsce w biegu na 60 metrów, a na mistrzostwach świata w 1983 w Helsinkach zajęła 7. miejsce w finale biegu sztafetowego 4 × 100 metrów i odpadła w ćwierćfinale biegu na 200 metrów.
Zwyciężyła w sztafecie 4 × 100 metrów (w składzie: Bacoul, Loval, Cazier i Liliane Gaschet) na igrzyskach śródziemnomorskich w 1983 w Casablance. Zdobyła srebrny medal w biegu na 200 metrów na halowych mistrzostwach Europy w 1984 w Göteborgu, przegrywając jedynie z Jarmilą Kratochvílovą z Czechosłowacji, a wyprzedzając Olgę Antonową ze Związku Radzieckiego. Powtórzyła ten sukces na światowych igrzyskach halowych w 1985 w Paryżu, tym razem przegrywając z Maritą Koch z Niemieckiej Republiki Demokratycznej, a przed Kim Robertson z Nowej Zelandii.
Zdobyła srebrny medal w biegu na 200 metrów (rozdzielając reprezentantki NRD Heike Drechsler i Silke Gladisch) i zajęła 4. miejsce w |sztafecie 4 × 100 metrów na mistrzostwach Europy w 1986 w Stuttgarcie. Na halowych mistrzostwach Europy w 1987 w Liévin zdobyła brązowy medal w biegu na 200 metrów, za Kirsten Emmelmann z NRD i Blancą Lacambrą z Hiszpanii. Odpadła w półfinale tej konkurencji na halowych mistrzostwach świata w 1987 w Indianapolis. Na mistrzostwach świata w 1987 w Rzymie zajęła 7. miejsce w sztafecie 4 × 100 metrów i odpadła w półfinale biegu na 200 metrów.
Odpadła w ćwierćfinale biegu na 200 metrów oraz wystąpiła w eliminacjach sztafety 4 × 100 metrów na igrzyskach olimpijskich w 1988 w Seulu (w półfinale i finale biegu sztafetowego zastąpiła ją Patricia Girard). Na halowych mistrzostwach Europy w 1990 w Glasgow odpadła w półfinale biegu na 200 metrów, a na mistrzostwach Europy w 1990 w Splicie w eliminacjach biegu na 400 metrów przez płotki. Zajęła 5. miejsce w sztafecie 4 × 400 metrów na halowych mistrzostwach świata w 1991 w Sewilli.
Była mistrzynią Francji w biegu na 100 metrów w 1985, w biegu na 200 metrów w latach 1985–1988 oraz w biegu na 400 metrów przez płotki w 1990 i 1991, wicemistrzynią w biegu na 200 metrów w 1982 oraz brązową medalistką na tym dystansie w 1983, a w hali była mistrzynią w biegu na 60 metrów w 1982 oraz w biegu na 200 metrów w 1984, 1985, 1987 i 1990 i brązową medalistką w biegu na 60 metrów w 1984.
Trzykrotnie poprawiała rekord Francji w biegu na 200 metrów do czasu 22,32 s, uzyskanego 29 sierpnia 1986 w Stuttgarcie i raz w sztafecie 4 × 100 metrów z rezultatem 42,68 s (11 września 1982 w Atenach). Pięciokrotnie poprawiała halowy rekord Francji w biegu na 200 metrów do wyniku 23,33 s (18 stycznia 1985 w Paryżu). Jest aktualną (listopad 2022) halową rekordzistką swego kraju w sztafecie 4 × 200 metrów z czasem 1:34,47 (10 lutego 1990 w Paryżu, sztafetę tworzyły: Girard, Fabienne Ficher, Cazier i Odiah Sidibé).

## Rekordy życiowe
Rekordy życiowe Cazier:
- bieg na 100 metrów – 11,23 s (22 lipca 1985, Paryż)
- bieg na 200 metrów – 22,32 s (29 sierpnia 1986, Stuttgart)
- bieg na 400 metrów – 53,85 s (15 września 1990, Awinion)
- bieg na 400 metrów przez płotki – 55,50 s (19 sierpnia 1990, La Chaux-de-Fonds)
- bieg na 50 metrów (hala) – 6,51 s (8 lutego 1981, Grenoble)
- bieg na 60 metrów (hala) – 7,28 s (7 marca 1982, Mediolan)
- bieg na 200 metrów (hala) – 23,33 s (18 stycznia 1985, Paryż)